# Quartier Saint-Germain-l'Auxerrois

Mapa do 1er arrondissement.

Saint-Germain-l'Auxerrois é um dos quatro quatiers do 1º arrondissement da cidade de Paris, na França. 
A maior parte do quartier é ocupada pelo Louvre e pelo Jardim das Tulherias. A Igreja de São Germano de Auxerre encontra-se neste quartier, bem como o Palácio da Justiça, a Sainte-Chapelle e a Place Dauphine, todos na Île de la Cité.